# J (слово латинице)
J је десето слово латинице, четрнаесто слово гајице. Може такође бити: 
- Ознака за палатални приближни сонантни сугласник у фонетици српског језика, као и већем броју других језика..
- Скраћеница за мерну јединицу за енергију у физици џул
- Међународна аутомобилска ознака за Јапан

## Историја
Слово J је почело као Феничко yod, да би се кроз векове развило у J какво данас познајемо.
| Прото семитско I | Прото семитско I | Феничко yod | Етрушћанско I | Грчко jota | Римско J |
| ---------------- | ---------------- | ----------- | ------------- | ---------- | -------- |
| Прото семитско I | Прото семитско I | Феничко yod | Етрушћанско I | Грчко jota | Римско J |

| Велико писано J | Савремено Римско J | Савремено курзив J | Сигнално наутичко J - ICS Juliet | Брајева абецеда J | Абецеда глувонемих J |
| --------------- | ------------------ | ------------------ | -------------------------------- | ----------------- | -------------------- |
| Велико писано J | Савремено Римско J | Савремено курзив J | Сигнално наутичко J              | Брајева абецеда J | Абецеда глувонемих J |